# Bug (bande dessinée)
Bug est une série de bande dessinée créée par Enki Bilal, publiée à partir de novembre 2017 par Casterman.
Cette œuvre de science-fiction se déroule dans le futur. En 2041, deux événements adviennent en même temps : un homme a pour la première fois toutes les connaissances du monde et un bug informatique mondial se produit.

## Contexte de création
« La SF n’existe plus, nous sommes d’ores et déjà entrés dans un monde de science-fiction », disait l'auteur de Bug en 2019. Dans une interview parue en 2020, il indique : « Avec ce monde numérique, toute notion de transmission est passée à la trappe. Transmission de la mémoire de notre histoire, de notre éducation, du comportement humain, de la société. Et ça me fait très peur. ».

## Description
L'action se déroule en 2041, alors que le monde totalement dépendant des technologies numériques (moyens de communication, gestion des énergies, implants corporels...) est soudain confronté à un énorme "bug" qui rend ces technologies inutilisables. Dans le même temps, un astronaute, Kameron Obb, seul survivant d'une expédition spatiale et habité par un extra-terrestre (un "bug" au sens anglais du terme), accède aux connaissances de toute l'humanité,,. Sa fille Gemma ayant été enlevée, il va chercher à la retrouver,,.
Cette série post-apocalyptique est issue notamment d'une réflexion de l'auteur sur la prégnance de l'informatique dans notre monde et ce qu'il pourrait advenir en cas d'arrêt subit et de perte de tout ce qui est contenu sur Internet, ainsi que d'une réflexion sur la mémoire.
La série est prévue en cinq tomes,.

## Postérité

### Adaptations
Il est prévu que Bug ait une adaptation sur France Télévisions.

## Publications
- Casterman : 
  1. Bug, Tome 1, 22 novembre 2017. Lettrage : Fanny Hurtrel, 88p.  (ISBN 978-2-203-10578-2)
  2. Bug, Tome 2, 17 avril 2019, 80 p.  (ISBN 978-2-203-16361-4)
  3. Bug, Tome 3, 16 mars 2022, 80 p.  (ISBN 978-2-203-20228-3)

Tous les tomes existent en édition luxe, grand format, 88 p.